# Vedat de Batllevell
El Vedat de Batllevell són uns costers de muntanya i antic vedat de caça del municipi de Castell de Mur, al Pallars Jussà, a l'antic terme de Mur, en terres del poble del Meüll.
Estan situats al nord-est del Meüll, en els vessants meridionals del Serrat de les Bancalades i a l'esquerra -nord- de la llau del Romeral. A llevant seu hi ha la Costa del Rei.